# Beto Piteri
José Roberto Piteri (Osasco, 10 de outubro de 1952), mais conhecido como Beto Piteri, é um professor, empresário e político brasileiro, atualmente filiado ao Republicanos. Formado em Matemática e Física, iniciou sua trajetória como educador, lecionando na cidade de Jandira. Atualmente, é prefeito de Barueri. Ao longo de sua carreira política, esteve filiado a diversos partidos, como PMDB, PDT, PPS e PSDB antes de se juntar ao Republicanos em abril de 2024. Piteri é casado com Damaris Piteri e pai de quatro filhos.

## Carreira política
Sua carreira política teve início em 1982, aos 30 anos, na cidade de Jandira, onde lecionava. Nesse ano, Piteri decidiu se candidatar a prefeito da cidade pelo PMDB e obteve sucesso, sendo eleito com 7 679 votos (44,28% dos votos válidos). Ele tomou posse em janeiro de 1983 e exerceu o mandato até dezembro de 1988. Em 1991, assume cargo na diretoria de Planejamento da Companhia Metropolitana de São Paulo (Metrô) até se candidatar novamente à Prefeitura de Jandira nas eleições de 1992, sendo novamente eleito após obter 15 509 votos, o que correspondeu à 43,55% dos votos válidos à época. 

### Sub-prefeitura da capital
Após um hiato de dez anos afastado da vida pública, Beto Piteri retorna em fevereiro de 2007, quando, após indicação do prefeito Gilberto Kassab, assume a subprefeitura da região de Santana/Tucuruvi, ficando no cargo até março de 2008.

### Secretaria de Projetos e Construções de Barueri
Em 1º de janeiro de 2009, Rubens Furlan assume seu 4º mandato à frente da Prefeitura de Barueri e convida seu amigo Beto Piteri para assumir a Secretaria de Projetos e Construções (atual Secretaria de Obras), tornando-se seu braço direito nas obras desenvolvidas pela cidade. Findado o mandato de Furlan em dezembro de 2012, Piteri deixa a secretaria.

## Vice-prefeito de Barueri
Em 2 de outubro de 2016, os eleitores de Barueri, foram as urnas para eleger o substituto de Gil Arantes, do DEM, e Rubens Furlan, convida Beto Piteri, para ser seu candidato a vice, a dupla obtém sucesso, sendo eleitos com 84,73% dos votos validos, dando continuidade a uma parceria de sucesso iniciada em 2009. A parceria é tamanha, que além de vice-prefeito, assume também a secretaria de obras. O sucesso foi incontestável, tanto que a população barueriense reelegeu, nas eleições de 2020, a dupla para mais 4 anos de trabalho, com Piteri permanecendo também na Secretaria de Obras. Visando as eleições de 2024, Piteri deixa a Secretaria de Obras e assume a Secretaria de Governo, buscando uma maior articulação com os políticos da cidade.

## Prefeito de Barueri
Conforme anunciado pelo próprio Furlan, Beto Piteri foi escolhido como sucessor do então prefeito. Filiado ao Republicanos, Piteri se candidatou na eleição mais disputada da história da cidade, enfrentando o ex-prefeito Gil Arantes, do União Brasil. Formando uma coligação com nove partidos, ele escolheu a vereadora Dra. Claudia, do PSB, para vice.

### Primeiro-turno
Realizado no dia 6 de outubro, o primeiro turno movimentou a cidade e, contrariando algumas pesquisas de opinião, que indicavam a vitória de Gil Arantes no primeiro turno, Beto Piteri ficou em primeiro lugar, com 48,39%, enquanto Gil Arantes obteve 39,83%, levando a cidade a um segundo turno pela primeira vez na história.

### Segundo-turno
Dessa vez, realizado em 27 de outubro, o segundo turno confirmou o resultado do primeiro, e Beto Piteri foi eleito prefeito da cidade, com 56,48% dos votos válidos. O segundo turno foi marcado por apoios, e Beto recebeu o apoio de nomes importantes da política nacional, como o presidente da República Luiz Inácio Lula da Silva e o governador de São Paulo, Tarcísio de Freitas. Piteri assumiu o mandato em 1º de janeiro de 2025, firmando o compromisso de fazer uma gestão de continuidade em relação ao mandato de Rubens Furlan.

### Cassação
Em 28 de abril de 2025, o Tribunal Regional Eleitoral de São Paulo (TRE-SP) cassou os diplomas do prefeito de Barueri Beto Piteri do Republicanos, e a vice, Cláudia Marques do PSB por uso indevido dos meios de comunicação durante a pré-campanha das eleições de 2024 em 8 de abril do mesmo ano. O TRE também tornou Beto e o ex-prefeito Rubens Furlan do PSB inelegíveis por oito anos.
Em 1 de mail de 2025, o ministro do Tribunal Superior Eleitoral, Nunes Marques, suspendeu a cassação e decidiu que Beto Piteri e Cláudia Marques devem permanecer nos cargos.